# Pokémon Black и White
Pokémon Black Version и Pokémon White Version (яп. ポケットモンスターブラック・ホワイト покэтто монсута: буракку ховайто, «Покемон: Чёрная версия и Белая версия») — версии японской ролевой игры, разработанные студией Game Freak и изданные совместно Nintendo и The Pokémon Company на портативной игровой системе Nintendo DS. Это первая игра пятого поколения серии Pokémon. Впервые она была выпущена в Японии 18 сентября 2010 года, а в течение марта 2011 года появились версии для Европы, Северной Америки и Австралии. Игра вышла и в России на английском языке.
Как и в предыдущих играх серии, протагонист является молодым тренером покемонов, путешествующим на этот раз по вымышленному региону Юнова. Он тренирует их для сражений с покемонами других тренеров и противостоит тайной преступной организации под названием Команда Плазма. В Black и White представлены 156 новых покемонов, а также другие нововведения, такие как смена времён года, дополненная механика и полная анимация боёв. По сути, они являются двумя версиями одной игры, которые слегка отличаются сюжетом, локациями и покемонами, доступными для ловли. Конечной целью игры является заполнение электронной энциклопедии покедекс (англ. Pokédex) — для этого нужно поймать покемонов всех видов. Так как в каждой версии определённого количества видов не хватает, то игроку придётся обмениваться недостающими покемонами с обладателями другой версии.
С момента выхода Black и White получали в основном положительные отзывы; критики хвалили новые достижения в игровом процессе, подачу сюжета и новых покемонов. Однако их мнения разделились относительно дизайна персонажей; некоторые рецензенты не ощущали игру такой инновационной, как ожидалось. Тем не менее, проекты были коммерчески успешными: до официального выхода было оформлено более миллиона предварительных заказов. По состоянию на 9 января 2011 года эта игра являлась также и самой быстрораскупаемой игрой на Nintendo DS: за несколько дней было продано более пяти миллионов копий. В 2012 году вышел сиквел игры, который называется Pokémon Black 2 и White 2.

## Геймплей

Бой в играх. На верхнем экране Nintendo DS показан сам бой, а на сенсорном нижнем — меню, в котором предложены действия в бою

В Pokémon Black и White используется вид от третьего лица. Процесс игры протекает на трёх игровых экранах: карта мира, по которой путешествует персонаж; экран сражения, где происходит бой между покемонами; и экран меню, где игрок просматривает свой инвентарь, организует команду покемонов и меняет настройки.
Игрок использует своих покемонов для сражений с другими покемонами. Когда игрок сталкивается с диким покемоном или начинает бой с другим тренером, игра переключается в режим сражения. Бой происходит в пошаговом режиме. Во время боя игрок может приказать своему покемону использовать ту или иную способность, применить на покемонов предметы из инвентаря, заменить одного сражающегося покемона другим или попытаться убежать (последнее невозможно во время боя с тренерами). За ход можно сделать лишь одно действие из этого списка, после чего право хода переходит к противоположной стороне. Каждый покемон относится к какому-либо типу (англ. Type), например, к огненному, водному, электрическому и др., также покемоны могут принадлежать сразу к двум типам, сочетая некоторые их особенности. От этого нередко зависит исход боя, например, покемон огненного типа может одержать победу над более сильным покемоном, который относится к травяному типу, но сам, в свою очередь, будет уязвим для атак водных или каменных покемонов. У покемонов есть очки здоровья (HP), их количество уменьшается, если покемон получает урон. Когда они заканчиваются, покемон падает без сознания и не может больше драться, пока его не вылечат. Если покемон игрока побеждает другого покемона, то покемон-победитель получает очки опыта (EXP). После накопления достаточного количества очков опыта покемон поднимается на следующий уровень; также большинство покемонов при достижении определённого уровня эволюционируют (англ. Evolve) — преобразуются в более развитые формы. Однако эволюция некоторых покемонов может произойти и при других условиях, например, при использовании предмета или обмена данным покемоном с другим игроком.
Ловля покемонов — важная часть игрового процесса игр серии Pokémon. Во время боя с диким покемоном (покемонов других тренеров поймать нельзя) игрок может бросить в него покебол (англ. Poké Ball) — карманное устройство в форме шара для переноски покемонов любых размеров. Если покемон не вырвется из покебола, то он станет частью группы покемонов игрока. Если во время поимки в команде покемонов игрока, состоящей максимум из шести особей, нет места, то пойманный покемон переносится в специальное хранилище, откуда его можно в любой момент вернуть к игроку, заменив любым покемоном из команды. Успех поимки зависит от того, насколько силён дикий покемон, сколько у него осталось очков здоровья, а также насколько высок рейтинг поимки (англ. Catch Rate) выбранного покебола. Вероятность успеха повышается, если дикий покемон сильно измотан (то есть его HP снижен почти до нуля); тогда у него не будет сил выбраться из покебола. Также, чем слабее покемон, тем больше вероятность, что он не выйдет из покебола; либо можно использовать более дорогой покебол с более высоком рейтингом поимки. Конечная цель игры — заполнить весь покедекс, поймав, выменяв или развив все представленные в игре виды покемонов. Если игрок ловит покемона нового вида, то информация о нём попадает в покедекс. Эволюционировавшие (развитые) формы покемонов также считаются как вид, отличный от их предыдущих форм, поэтому некоторые виды покемонов можно получить только с помощью эволюции. Всего в региональном покедексе Юновы 153 вида покемонов.
В Black и White есть возможность меняться покемонами, передавая их другим игрокам через Nintendo Wi-Fi или встроенный в Nintendo DS ИК-порт. Меняться можно как между  Black и White, так и с обладателями более ранних игр серии, выходивших на DS. Для полного прохождения обмен с другими игроками обязателен, так как в Black есть виды покемонов, которых нет в White, и наоборот. Собирать покемонов из предыдущих игр нужно для того, чтобы заполнить национальный покедекс, в котором содержится информация об абсолютно всех покемонах. Для переноса покемонов из старых игр используется Покетрансфер, но существует ограничение: покемоны переносятся только «в один конец», и обратно их передать уже нельзя. На обмен покемонами из старых игр между Black и White никаких ограничений нет. Также через Wi-Fi, ИК-порт или Интернет можно сражаться с другими игроками; при использовании глобальной сети присутствие игроков рядом друг с другом не обязательно, они могут находиться в любой точке мира. В игру можно полноценно играть и на Nintendo 3DS, так как она обладает полной обратной совместимостью с играми для DS, а также в полной мере воспроизводит все игровые функции, которые доступны игрокам на Nintendo DSi — более новой версии DS. Это значит, что в Black и White можно свободно играть как на любой консоли семейства DS, так и на Nintendo 3DS, в том числе и между этими платформами.

### Новые возможности геймплея
По сравнению с предыдущими играми, в Black и White увеличилась детализация графики, особенно 3D-моделей, стало больше кат-сцен. Окно диалога, появляющееся внизу экрана, когда персонажи разговаривают, было заменено на комиксовые пузыри над их головами, что позволило показывать речь нескольких персонажей сразу. В японской версии игр появилась возможность включать иероглифы-кандзи, в то время как в предыдущих играх серии использовались только слоговые азбуки хирагана и катакана. Появляющиеся во время боя плоские модели покемонов, называемые спрайтами, были полностью анимированы, а в моменты проведения покемонами некоторых специальных атак угол обзора камеры изменяется, чтобы показать атаку эффектнее и динамичнее.
В дополнение к системе смены времени суток, впервые появившейся в Gold и Silver, была добавлена и смена времён года. Сезон меняется каждый месяц, таким образом, игровой год проходит за четыре месяца и не связан с реальным календарём. Окружающий мир также изменяется в зависимости от сезона, например, листья деревьев осенью приобретают другой цвет, а зимой на земле лежит снег. Различные игровые зоны доступны в разные сезоны, а также некоторые покемоны появляются только в определённое время года. Помимо этого, покемоны-олени Дирлинг (англ. Deerling) и Сосбак (англ. Sawsbuck) меняют внешний вид в зависимости от сезона в игре.
В Black и White добавлены и новые элементы боевой механики: бой трое на трое и чередующийся бой. В боях трое на трое оба сражающихся тренера используют по три покемона сразу. То, на какого покемона будет направлена атака другого покемона, зависит от их взаимного расположения; покемон, находящийся слева или справа в своей команде, может атаковать только покемона напротив себя и покемона, расположенного по центру, тогда как центральный покемон может атаковать всех вражеских покемонов на поле боя. Позицию покемонов можно изменить, но на это уйдёт один ход. В чередующихся боях также обе стороны используют по три покемона, но здесь, в отличие от боя трое на трое, с каждой стороны сражается по одному покемону, которые в любой момент могут быть заменены на любого другого покемона из команды без потери хода. В зависимости от версии игры, возможность применения обеих стратегий дана в разном количестве: в Black присутствует больше боёв с чередованием, чем боёв трое на трое, а в White наоборот. С боями связано и добавление комбо-ударов (англ. Combination Moves), индивидуальных для каждого вида покемонов; любой покемон вначале знает три базовых действия, которые можно комбинировать, чтобы получить более мощные атаки. Ещё одно нововведение в механике боя связано с дикой местностью: в некоторых видах травы есть возможность устроить против дикого покемона бой двое на одного.
В Black и White также были добавлены новые способы поимки покемонов, названные «феноменами» (англ. phenomena) в дополнительных материалах к игре. Время от времени игроку могут повстречаться колышущаяся трава или рябь на воде. Если игрок посетит участок земли, где обнаружено такое явление (или использует удочку на участке воды), на него может напасть редкий покемон, либо покемон, чаще встречающийся в другой версии игры, либо высшая эволюционная форма какого-нибудь покемона, встречающегося в данной местности. Этот метод — единственный способ заполучить таких покемонов, как Аудино (англ. Audino) и Аломомола (англ. Alomomola). Редкие покемоны могут также встречаться в пылевых облаках в горах, а стоя на некоторых мостах, их можно узнать по отбрасываемой тени. Так можно найти Дрильбура (англ. Drilbur), Экскадрила (англ. Excadrill), Даклета (англ. Ducklett) или Сванну (англ. Swanna), ни одного из которых просто так встретить в дикой местности невозможно.
В дополнение к стандартным боям и боям на стадионах игрок может принять участие в Мюзикле покемонов (англ. Pokémon Musicals) — мини-игре, аналогичной Соревнованиям покемонов (англ. Pokémon Contests) из предыдущих игр; посетить Боевую подземку (англ. Battle Subway), являющуюся аналогом Башен сражений и Боевых рубежей из предыдущих игр, и «Роял Юнова» (англ. Royal Unova) — круизный лайнер, на котором можно плавать каждый день и сражаться там с сильными тренерами, за победу над которыми игрок получает в награду редкие игровые предметы.

На нижнем экране консоли Nintendo DS размещён C-Gear — игровой аппарат, позволяющий игрокам связываться друг с другом через инфракрасное соединение, Wi-Fi или беспроводной протокол. На верхнем экране показан игровой мир, для которого с помощью нового 3D-движка удалось создать копии небоскрёбов Нью-Йорка

#### C-Gear
C-Gear (яп. Cギア си: гиа) — новый аппарат, заменяющий Покетч (англ. Pokétch), который был расположен на втором экране Nintendo DS. Он позволяет игроку управлять различными беспроводными соединениями с другими игроками в Black и White. Его функции включают в себя связь с другими игроками через инфракрасное соединение (бои, обмен покемонами, коды друзей и функция «Проверка чувств» (англ. Feeling Check), Xtranciever — беспроводной видеочат с друзьями, доступ к зоне Entralink для загрузки контента из сервиса Pokémon Dream World и совместной игры с другими игроками), соединение с Nintendo Wi-Fi Connection для синхронизации с серверами Pokémon Global Link, а также новый режим Pass By, позволяющий игре соединяться с другими играми через инфракрасное соединение, даже когда она не запущена.
Время в C-Gear по умолчанию отображается в 12-часовом формате, а не в 24-часовом, который представлен в играх четвёртого поколения и в котором работают часы на самой DS. Игрок может настроить формат отображения времени в C-Gear (на скриншоте слева часы перенастроены на 24-часовой формат). Кроме того, в полдень и в полночь в 12-часовом формате его часы показывают 0 часов, а не 12.

#### Pokémon Global Link
Pokémon Global Link — новый сервис, являющийся эквивалентом старого сервиса Global Trade Station, или просто GTS, существующего в играх четвёртого поколения. С помощью Global Link можно обмениваться покемонами с игроками, находящимися по всему миру, а также он предоставляет доступ к Pokémon Dream World. Кроме того, с его помощью можно принять участие в бою со случайно выбранным игроком, который также в этот момент использует эту функцию. Наконец, с помощью Global Link можно загружать в игру дополнительный контент, например, новые скринсейверы для C-Gear и покедекса или новые песни для Мюзиклов покемонов.

#### Pokémon Dream World
В Black и White есть уникальная функция Pokémon Dream World, работающая совместно с сайтом Pokémon Global Link. С его помощью игрок может подружиться с покемоном, обладающим уникальными способностями, которые отсутствуют у его сородичей. Разумеется, такого покемона нельзя поймать в обычном режиме игры; перенести его в игру можно только через игровую зону, названную Entralink. Его механика схожа с Покволкером из HeartGold и SoulSilver. В Dream World игрок может построить для этого покемона домик, на участке рядом с которым другие игроки смогут выращивать ягоды для своих покемонов. Кроме доступа к Dream World, Entralink также даёт игрокам возможность связываться друг с другом и играть в различные мини-игры, где полученные в качестве награды баллы могут быть обменены на бонусы в обычной игре, такие как увеличение опыта покемонов, увеличение рейтинга поимки (англ. Catch Rate) покеболов или скидки на предметы в Поке-Магазинах (англ. Poké Marts).

#### Entralink
Entralink — новая функция, позволяющая игрокам играть друг с другом в локальной беспроводной сети. Она представляет собой зону в самом центре Юновы. Именно здесь можно ловить покемонов, полученных игроком в Pokémon Dream World. При использовании Entralink в комбинации с C-Gear становится возможным проходить сюжетную линию совместно с другими игроками, сражаться в команде с ними, обмениваться покемонами, а также выполнять квесты, созданные специально для совместного прохождения.
Feeling Check (яп. フィーリングチェック Фи:рингу Тиэкку, рус. Проверка чувств) тестирует совместимость между двумя тренерами, награждая их одним из двух предметов в зависимости от их уровня совместимости. Функция Pass By по сути является ещё одной мини-игрой, где игрок отвечает на вопросы на внимательность и в зависимости от правильности ответов и от того, с каким количеством других игр его игра взаимодействовала, получает игровой предмет. Другая новая функция — Случайный матч (англ. Random Matchup), где игрок может сражаться с другим игроком, выбранным наугад. Когда игрок сражается с другими игроками через ИК-порт или через Интернет, включается ещё одна новая функция — Wonder Launcher, дающая игрокам предметы, позволяющие лечить покемонов или улучшать их статус.
Для того чтобы переносить покемонов из старых игр — Pokémon Diamond, Pearl, Platinum, HeartGold и SoulSilver — в новую игру — Black или White, — в неё были добавлены две новые функции. Для обычного переноса покемонов используется Покетрансфер (англ. Poké Transfer), доступ к которому открывается после завершения основной сюжетной линии. В отличие от Парка друзей (англ. Pal Park), существовавшего в предыдущих играх серии, Покетрансфер является мини-игрой, в которой после того, как в неё переносится шесть покемонов с другого картриджа, игрок использует сенсорный экран для броска покеболов в перенесённых покемонов, которые перемещаются на верхнем экране. Вторая функция называется Релокатор (англ. Relocator), который на данный момент использовался лишь единожды. Во время выхода полнометражного аниме «Покемон: Повелитель иллюзий Зороарк» проходило специальное событие, во время которого игрок мог получить с помощью Релокатора редких покемонов Зоруа (англ. Zorua) и Зороарка (англ. Zoroark). В отличие от Покетрансфера, Релокатор доступен до завершения основной сюжетной линии.

## Сеттинг и сюжет

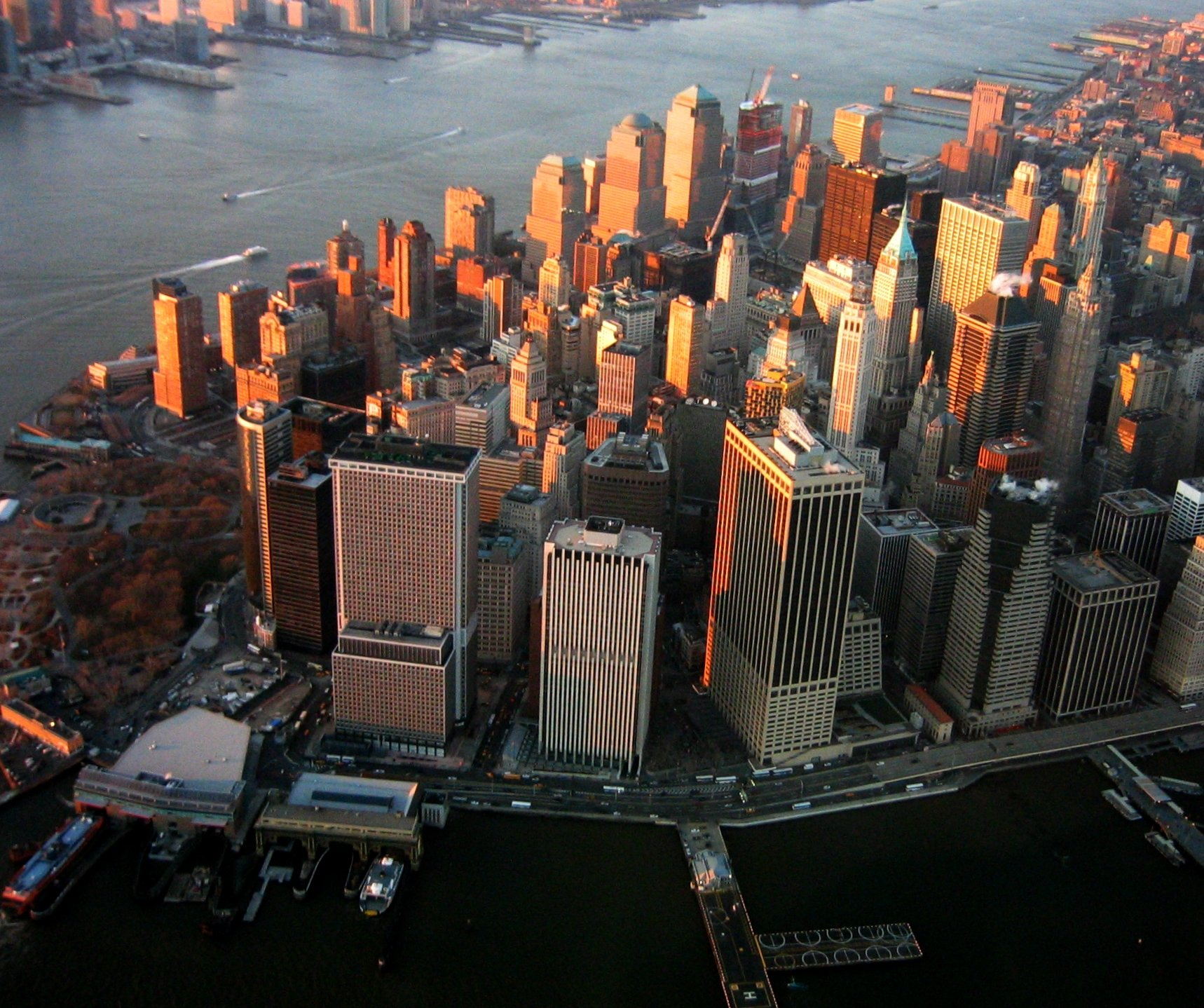
Прототипом для региона Юнова стал Нью-Йорк. В частности, Кастелия-Сити, состоящий из высоких зданий, является центральным городом региона и сосредоточением урбанистического сеттинга игры

Вымышленная вселенная игр представляет собой альтернативную современность, но вместо животных в ней обитают существа, внешне похожие на обычных зверей, но обладающие при этом сверхъестественными способностями, — покемоны. Люди, называющиеся тренерами покемонов, ловят их и тренируют для участия в боях. Тренеры не принимают непосредственного участия в боях, сражаются только их покемоны, а тренеры лишь дают им команды, какую атаку или способность применить. Бои проходят до момента, пока все покемоны с одной стороны не потеряют сознание или их тренер не сдаётся, — до смерти схватки не происходят никогда. Как правило, сильные и опытные тренеры покемонов пользуются уважением.
Действие Black и White происходит в регионе Юнова, расположенном на континенте, который находится далеко от регионов Канто, Джото, Хоэнна и Синно, представленных в предыдущих играх. В отличие от прежних, основанных на различных частях Японии, новый регион является копией земель вокруг Нью-Йорка; идея взять именно Нью-Йорк в качестве прототипа пришла в голову руководителю разработки игры Дзюнъити Масуде, когда он посетил этот город во время выхода игры Pokémon Diamond и Pearl. Центральным городом в игре стал Кастелия-Сити, который является копией самого Нью-Йорка. Вдохновением при создании Кастелии, по словам Масуды, послужили «подвесные мосты вроде Бруклинского» и «высокие небоскрёбы». Масуда также постарался перенести на улицы Кастелии и «чувство единого сообщества». Юнова включает в себя крупные городские зоны, порт, аэропорт, парк развлечений, несколько мостов и несколько горных хребтов. В разных уголках Юновы живут группы людей, отличающиеся друг от друга цветом кожи и образом жизни. Оригинальное японское название региона «Иссю» (яп. イッシュ) происходит от японских слов тайсю (多種?, означает «много видов») и иссюхуруй (一種?, означает «один вид»); по мнению разработчиков, это означает, что разные виды людей и покемонов выглядят единым целым.

### Сюжет

Концепт-арт главного героя-мальчика и главной героини-девочки

Как и в предыдущих играх серии Pokémon, в Black и White повествование строго линейно; основные события разворачиваются в заранее заданном разработчиками порядке. Главный герой Black и White — подросток (игрок сам выбирает ему пол и имя), который отправился в путешествие по Юнове, чтобы стать Мастером покемонов. Действие игры начинается в городе Ньювема-Таун, в доме главного героя, который сидит у себя в комнате вместе с Череном — его другом детства. Профессор Джунипер оставила им коробку, в которой находится подарок для них двоих и Бьянки, девочки, которая присоединится к друзьям немного позже. В коробке лежат покеболы с тремя стартовыми покемонами: Снайви (англ. Snivy), Тепигом (англ. Tepig) или Ошавоттом (англ. Oshawott), одного из которых выбирает главный герой, а два других достаются его друзьям. После выбора покемонов Бьянка предлагает устроить пробный бой. После того как бой закончился, в комнате воцарился кавардак. Черен лечит покемонов Бьянки и протагониста и тоже в свою очередь устраивает с ним бой. Затем все трое спускаются на нижний этаж дома, где друзья прощаются и уходят, в то время как мама героя лечит его покемона.
Через некоторое время протагонист идёт к Бьянке домой и становится свидетелем того, как Бьянка спорит с отцом из-за решения отправиться в путешествие со своим покемоном. Бьянка выбегает из дома, и герой бежит вслед за ней в лабораторию профессора Джунипер, где их ждёт Черен. В лаборатории профессор предлагает главному герою дать своему стартовому покемону имя, а затем раздаёт всем троим покедексы. Выйдя из лаборатории, они встречают маму игрока, которая даёт каждому карту региона.
С этого момента и начинаются приключения в регионе Юнова. Друзья становятся соперниками протагониста и время от времени будут устраивать с ним поединки. Главная задача игрока заключается в том, чтобы получить все восемь значков со стадионов Юновы и после этого победить так называемую Элитную Четвёрку — четырёх лучших тренеров региона, чтобы стать новым чемпионом Юновы.

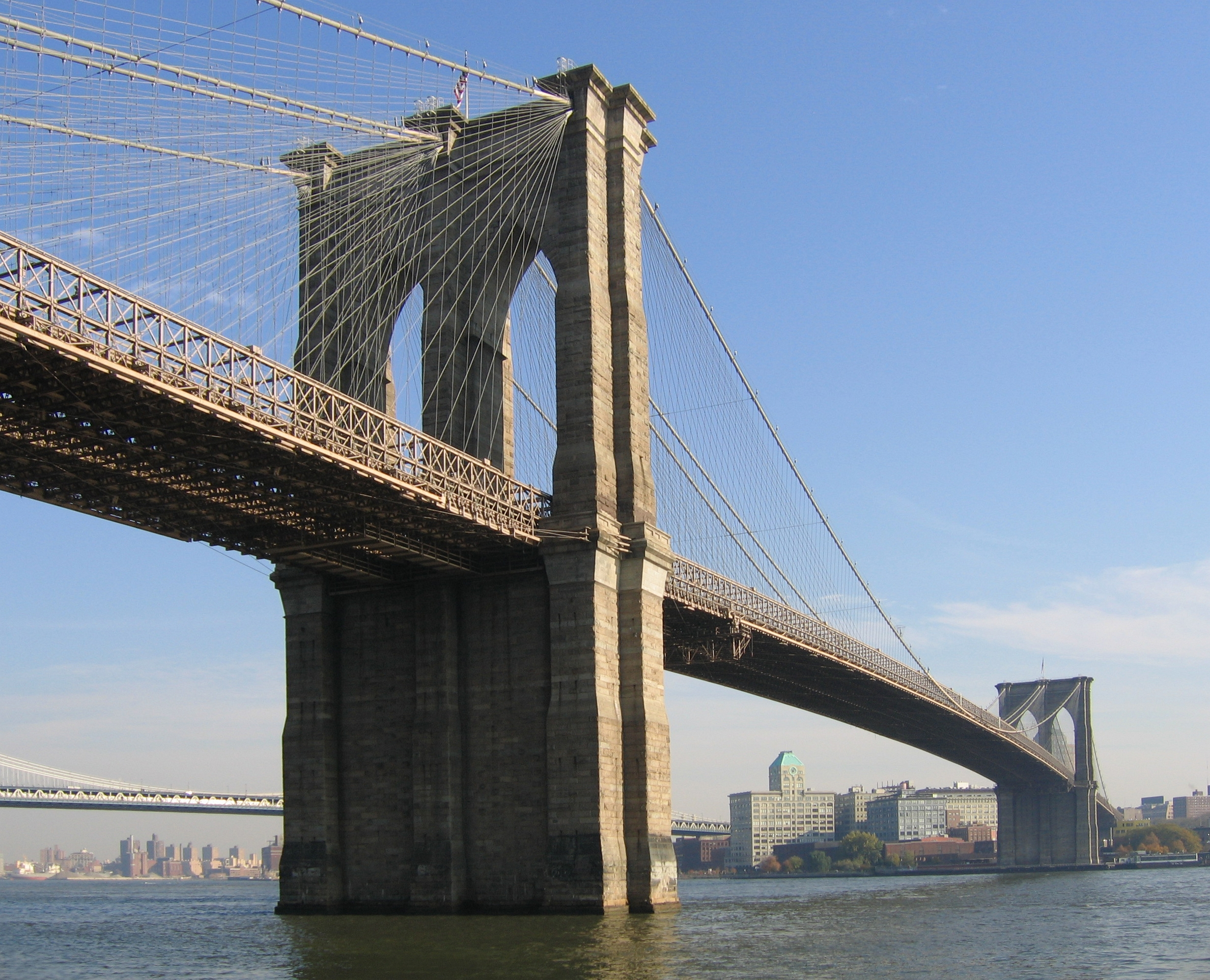
Бруклинский мост был источником вдохновения при создании одного из мостов Юновы

Дополнительная сюжетная линия повествует о противостоянии героя главным антагонистам — Команде Плазма — таинственной организации, участники которой носят форму, напоминающую доспехи тамплиеров, утверждающей, что покемоны угнетаются людьми, и ищущей пути для их освобождения. Лидером Команды Плазма является некий N — молодой человек, который воспитывался в изоляции от людей вместе с покемонами и видит в них друзей, а не инструмент для занятий спортом. Ему подчиняется Совет Семи Мудрецов, набранный из числа умнейших людей со всего мира, который осуществляет непосредственное руководство Командой. Вместе с N действует Гетсис — бывший учитель N, когда-то основавший Команду и Совет Мудрецов, а теперь развивающий свой тайный план. На протяжении игры протагонист несколько раз встречается с N и Гетсисом. N утверждает, что если он поймает одного из легендарных покемонов-драконов Юновы и c его помощью победит Адлера, нынешнего чемпиона региона, то N будет признан героем Юновы и тогда сможет убедить людей расстаться с их покемонами. В зависимости от версии игры, N ловит чёрного покемона Зекрома в Black или белого Реширама в White. После того как протагонист одерживает победу над Элитной Четвёркой и входит в Зал чемпионов, он узнаёт, что N победил-таки Адлера и стал новым чемпионом. Вскоре после этого N возводит большой механический замок, окружающий Лигу покемонов, и бросает герою вызов. Герой должен найти N в его замке и принять участие в финальной битве. Для того чтобы войти в замок, протагонист должен найти Камень Света (в Black) или Камень Тьмы (в White), с помощью которого уже в замке он сможет призвать второго легендарного покемона-дракона, Реширама или Зекрома соответственно, которого нужно поймать и использовать в бою против N.
Когда N будет побеждён, объявляется Гетсис. Он раскрывает свой план захвата власти в регионе с помощью Команды Плазма, в котором N и идея освобождения покемонов были всего лишь прикрытием. Этот разговор слышат и Черен с Адлером, которые пришли на помощь герою. В ярости Гетсис решает убрать всех лишних свидетелей и вызывает протагониста на бой, несмотря на протест N. Попытка Гетсиса спасти ситуацию оказывается бесполезной, и он проигрывает бой, однако N пересматривает свои действия и идеалы и решает начать новую жизнь. Черен и Адлер схватывают Гетсиса и уводят его из замка. N прощается с героем, выпускает своего Зекрома/Реширама и улетает на нём из замка через дыру в стене.
После поражения Команды Плазма игра не заканчивается — игроку становится доступным огромное количество побочных квестов. С персонажем встречается офицер Лукер — правительственный агент, который появлялся в Platinum, — и даёт ему поручение найти оставшихся Мудрецов из Команды Плазма, чтобы привлечь их к ответственности. Когда Мудрецы будут пойманы, Лукер встретится с героем ещё раз и упомянет в разговоре, что N в последний раз видели в далёкой стране вместе с покемоном-драконом. Герой, наконец, сможет сразиться с Элитной четвёркой, а затем и с Адлером, чтобы стать новым чемпионом Юновы. Также открывается доступ к восточной части Юновы, в которой живут покемоны из предыдущих игр серии, и доступ к зоне, уникальной для каждой версии игры: городу Блэк-Сити, являющемуся домом для могущественных тренеров покемонов, или Белому Лесу — дому для людей, живущих в гармонии с покемонами. Синтия, бывший чемпион лиги Синно, находится в одной из этих зон, и её можно вызвать на бой.

## Разработка

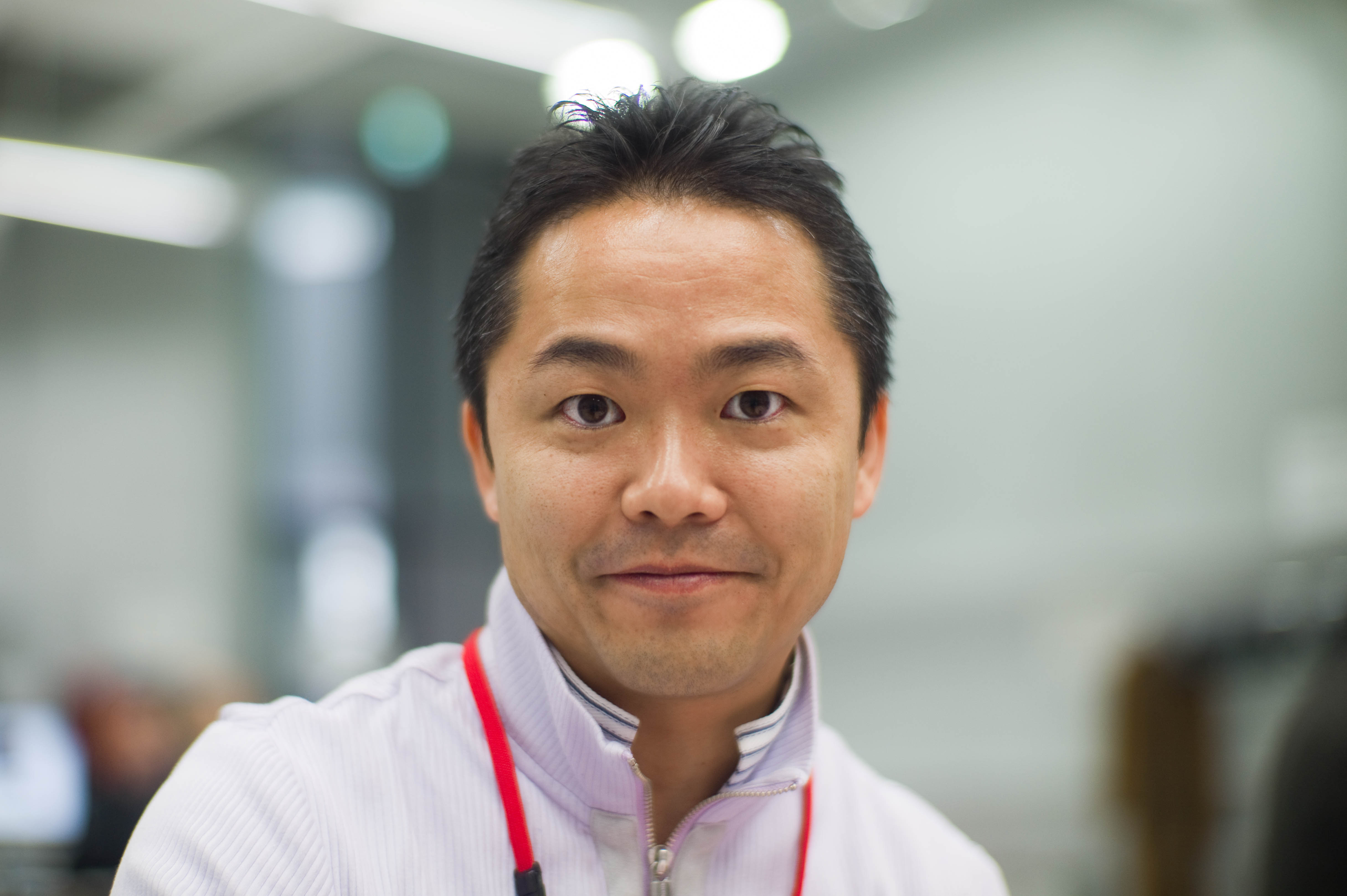
Дзюнъити Масуда был руководителем проекта, а также одним из композиторов

29 января 2010 года The Pokémon Company объявила, что новая игра серии находится в разработке и должна выйти в конце года. Директор разработки Дзюнъити Масуда объявил, что в игре нового поколения будут пересмотрены некоторые аспекты серии. 9 апреля 2010 года на японском сайте были объявлены названия версий игры — Pokémon Black и White, а дата выхода была назначена на третий квартал года. Игры получили улучшенный визуальный стиль предыдущих игр серии, а также более широкое использование трёхмерной графики, чем в любой другой игре для портативных консолей в этой серии. Также в них была добавлена возможность сохранять игру в Интернете, благодаря чему стало возможным использовать некоторые функции игры на официальном сайте.
3 августа 2010 года в своём блоге Масуда объявил, что Black и White изначально будут содержать только совершенно новых покемонов, а для того, чтобы получить покемонов из игр предыдущих поколений, их придётся загружать отдельно. По мнению разработчиков, это будет вызывать у игроков чувство того, что это совершенно новая игра, как тогда, когда были выпущены первые две игры серии. Во всех последующих играх обязательно присутствовало несколько покемонов из игр предыдущих. Например, Пикачу, представленный в Red и Green, был практически с самого начала доступен в Blue, Yellow и во всех последующих играх основной серии; однако в Black и White Пикачу нельзя получить до завершения основного сюжета, когда игроку станет доступна возможность загружать покемонов из предыдущих игр. Также позднее было подтверждено, что на Nintendo DSi будет добавлена блокировка игры между картриджами, продававшимися на различных территориях. Суть её заключается в том, что между производственными версиями картриджей, предназначенных для разных стран, обмен покемонами и игра через беспроводное соединение отныне становятся невозможными. На игру через Интернет это ограничение не распространяется.
Так как разработчики хотели, чтобы игры выглядели свежими, они обращали большое внимание на то, как каждый элемент из предыдущих игр будет выглядеть в новой игре. Как комментирует это сам Масуда, «людям может не понравиться то, что нравилось им раньше, поэтому надо действовать осторожно». Он рассказал о новой боевой механике, упоминая, что в боях трое на трое присутствует больше стратегии, а в боях с чередованием для победы требуется больше удачи. Масуда заявил, что задачей разработчиков было сделать игру весёлой, чтобы она понравилась новым игрокам, но при этом оставить её интересной для старых фанатов серии. Он сказал, что сложно соблюсти такой баланс, чтобы и те, и другие остались довольны игрой. Для новых игроков есть хорошие подсказки по игре, а для тех, кто с серией знаком, разработчики предусмотрели C-Gear, делающий процесс сражений и обмена покемонами проще. Отвечая на вопрос о решении добавить в игру более 150 новых видов покемонов, Масуда сказал, что разработчики сделали это для того, чтобы опытные игроки не знали с самого начала, какого покемона использовать лучше всего, и поэтому играли наравне с новичками.

## Продвижение и выпуск игры
Pokémon Black и White были выпущены в Японии 18 сентября 2010 года, в Европе 4 марта 2011 года и в Северной Америке 6 марта 2011 года. Австралийский выход состоялся 10 марта 2011 года, а в России игра вышла 31 марта 2011 года. В России вышла европейская версия игры на английском языке, но инструкция к игре и упаковка были полностью переведены на русский язык.

### Выход игры в Японии
Силуэты некоторых новых покемонов были показаны Дзюнъити Масудой 7 февраля 2010 года в телепередаче Pokémon Sunday. Заодно он объявил, что выпуск нового полнометражного аниме назначен на лето, а первый эпизод нового сезона мультсериала будет показан 21 февраля. Новые персонажи были представлены в мартовском выпуске журнала CoroCoro Comic, вышедшем 15 февраля. С этого момента стартовало пятое поколение франчайза Pokémon. Также в это время был представлен новый персонаж-покемон Зороарк (англ. Zoroark), эволюционирующий из покемона Зоруа (англ. Zorua). Оба были показаны в полнометражном мультфильме «Покемон: Повелитель иллюзий Зороарк». Те, кто оформил предварительный заказ на билеты, могли загрузить в свои игры Diamond, Pearl, Platinum, HeartGold и SoulSilver легендарных покемонов Энтея, Суйкуна или Райко, раскрашенных особым образом. В самом кинотеатре у игроков была возможность загрузить в эти же игры легендарного покемона Селеби. Все эти покемоны, перенесённые в Black и White, активировали в игре особое событие, участвуя в котором, можно было получить Зоруа и Зороарка соответственно.
18 апреля 2010 года в новом эпизоде Pokémon Sunday были показаны скриншот игры с изображением главного героя в 3D-окружении и другой скриншот, запечатлевший бой Зороарка игрока и вражеского Зоруа. Сёко Накагава, ведущая телепередачи, сделала примечание, что теперь на спрайтах можно видеть принадлежащего игроку покемона в полный рост, а не только его верхнюю часть. 9 мая 2010 года в Pokémon Sunday были продемонстрированы силуэты трёх стартовых покемонов, одного из которых игрок получает на руки в самом начале игры. Это, как позже выяснилось, были травяной покемон-змея Цутадзя (яп. ツタージャ), огненный покемон-кабан Покабу (яп. ポカブ) и водный покемон-калан Мидзюмару (яп. ミジュマル) (переименованные в англоязычной локализации в Снайви, Тепига и Ошавотта соответственно). Другой информацией было то, что действие игры будет происходить в регионе Иссю с расположенным в нём мегаполисом Хиюн-Сити. 16 мая 2010 года в Pokémon Sunday были показаны скриншоты игры, иллюстрирующие новую анимацию боя и динамично изменяющуюся позицию камеры; также были показаны способность Иллюзия Зороарка (англ. Zoroark's Illusion) и особый Зороарк, которого можно получить при предварительном заказе билета на полнометражное аниме о покемонах.
28 мая 2010 года на японском и английском официальных сайтах были объявлены имена двух главных легендарных покемонов, являющихся также символами версий: белый ян-покемон Реширам в Pokémon Black и чёрный инь-покемон Зекром в Pokémon White. В июльском выпуске CoroCoro Comic были представлены способы беспроводной связи через C-Gear, возможность сохранять текущее состояние игры на персональный компьютер через Интернет. Появились сведения о новых покемонах и атаках; описаны типы, к которым относятся Реширам и Зекром; стали известны детали, как можно получить Селеби и Зоруа; представлен новый персонаж профессор Арараги, первая женщина-профессор в играх серии. В эпизоде Pokémon Sunday, вышедшем 27 июня 2010 года, был сделан анонс, что дата выпуска игры назначена на 18 сентября 2010 года. 28 июня 2010 года в детской передаче Oha Suta были показаны трейлер, включавший в себя дату выхода игры, новые кадры геймплея, несколько новых персонажей, новых покемонов, а также скриншоты боя трое на трое. В августовском выпуске CoroCoro Comic была описана новая игровая механика, включавшая в себя бой трое на трое, онлайновая система Global Link, сервис Dream World, предоставляющий доступ к другим покемонам, доступ к зоне High-Link, использующей Wi-Fi, а также специальная функция, названная Live Caster, являющаяся видеочатом для Nintendo DSi и Nintendo 3DS, поддержка кандзи, различия между двумя версиями игры, зоны, эксклюзивные для каждой версии игры, новые персонажи, новые атаки, новые способности и новые покемоны.
25 июля 2010 года в Pokémon Sunday был представлен покемон-фантом Виктини (англ. Victini), показанный в трейлере нового фильма о покемонах, который сначала транслировался с врезками из Повелителя иллюзий Зороарка. Виктини был внесён в региональный покедекс Иссю под номером 000, он становится доступен в игре только после загрузки специального предмета через Nintendo Wi-Fi Connection, DS Stations и Nintendo Zones (тех, что находятся в японских ресторанах McDonald’s). Получить Виктини можно было в течение месяца после выхода игры. Другой промопокемон, который раздавался после выхода игры, зовётся Кабчу (англ. Cubchoo); его трудно встретить в игре не во время зимнего сезона.

### Инцидент с изображениями
В день японского выхода игры двум крупнейшим англоязычным фан-сайтам — PokéBeach.com и Serebii.net — после того, как те выложили в открытый доступ скриншоты и другие материалы из недавно выпущенных игр, были отправлены письма от Nintendo of America с требованием прекратить подобную деятельность и воздержаться от неё в дальнейшем. Nintendo утверждала, что размещение материалов такого рода является нарушением авторского права, и выразила своё намерение закрыть эти сайты на основании закона Digital Millennium Copyright Act, если эти материалы не будут удалены. Впоследствии скриншоты были убраны с обоих сайтов. Люк Планкетт с блога Kotaku, специализирующегося на компьютерных играх, предположил, что Nintendo of America выдвинула такое требование из убеждения, что изображения были незаконно получены с помощью образа ПЗУ, однако Джон Сахагиан из PokéBeach заявил, что изображения, о которых идёт речь, были получены с японского форума 2channel. Чарли Шибетта, старший директор по корпоративным связям Nintendo of America, позже уточнил, что его компания занималась поиском незаконно размещённых изображений, которые представляют для неё определённый интерес. В заявлении для Kotaku он сказал, что «Nintendo поддерживает и ценит усилия, с которыми фанаты покемонов создают фан-сайты. В большинстве случаев нет никаких проблем с размещённым на них содержимым, но на этот раз мы были вынуждены обратиться к нескольким выбранным сайтам, чтобы попросить их убрать конфиденциальные изображения».

### Международный выпуск игры
Продвижение игры в других странах началось 22 ноября 2010 года, когда официальный сайт игры для североамериканского, европейского и австралийского рынков был обновлён и на нём появилась информация об именах стартовых покемонов (Снайви, Тепиг и Ошавотт в английской, нидерландской, итальянской, португальской и испанской версиях игры) и сеттинге (регион Юнова). В параде в честь Дня Благодарения 25 ноября 2010 года в Нью-Йорке принимали участие воздушные шары, изображающие Пикачу и талисманов игр(ы) — Реширама и Зекрома.
27 декабря 2010 года англоязычный сайт игры был обновлён ещё раз: появились имена многих покемонов, показанных во время продвижения игры в Японии. Кроме того, было объявлено, что в англоязычном варианте Хиун-Сити будет называться Кастелия, а профессор Арараги, соответственно, Джунипер.
С 3 по 9 января включительно в США проводилась акция, во время которой владельцы игр Diamond, Pearl, Platinum, HeartGold или SoulSilver могли посетить любой магазин сети GameStop и получить там сияющего Райко, который до этого выдавался при предварительном заказе билетов на «Покемон: Повелитель иллюзий Зороарк» в Японии. Позже аналогичным образом можно было получить Энтея (с 17 по 23 января) и Суйкуна (с 31 января по 3 февраля). Все эти три покемона по-прежнему открывают в североамериканских версиях Black и White доступ к событию, в котором можно получить Зороарка. Позднее эти три покемона раздавались через Nintendo Wi-Fi Connection в магазинах Европы, Австралии и США (там уже во второй раз), начиная с Райко с 7 по 13 февраля, а затем в оставшуюся часть месяца поочерёдно раздавались Энтей и Суйкун.

Российский Хэппи Мил

Программа, в течение которой в GameStop была доступна Селеби, проводилась с 21 февраля по 6 марта 2011 года, а также этого покемона можно было получить в промоакции Black и White, которая началась 5 февраля 2011 года. Во Франции и Испании Селеби раздавалась в различных розничных сетях с 1 февраля по 3 марта 2011 года. Итальянские игроки могли получить Селеби в магазинах сетей GameStop, Open Games, Fnac и La Feltrinelli с 21 января по 3 марта.
Программа, по которой игроки могли получить внутриигровой предмет, предоставляющий им возможность поймать Виктини, началась одновременно с выпуском игры во всех странах. Североамериканские игроки могли получить этот предмет через Nintendo WFC с 6 марта по 10 апреля 2011 года. Европейским игрокам он был доступен с 4 марта по 22 апреля. В Австралии он был доступен для загрузки с 10 марта по 28 апреля 2011 года.
В ознаменование открытия функции Pokémon Dream World была запущена последняя программа, действующая по настоящее время. По ней игрокам предлагается сыграть на официальном сайте серии в игру, которая определит, какую из эволюционных форм Иви они получат после активации Dream World и Global Link.
В России игра выходила как в стандартном издании, так и в составе бандла, в который, помимо самой игры, входит специальная версия Nintendo DSi чёрного или белого цвета, в зависимости от версии игры. На каждой консоли изображены талисманы игр — Реширам и Зекром. С 1 января 2012 года Nintendo запустила совместно с McDonald’s промоакцию, в которой были доступны детские наборы Хэппи Мил, содержащие фигурки покемонов Реширама, Зекрома, Тепига, Ошавотта, Снайви и Пикачу, а также одну из двенадцати специальных карточек для игры Pokémon Trading Card Game. 28 апреля 2013 года на фестивале японской культуры «Хинодэ» в Москве состоялся первый официальный турнир по играм серии Pokémon в России, организованный российским подразделением Nintendo. Турнир проходил по играм Pokémon Black, White, Pokémon Black 2 и White 2, были разыграны различные призы от компании Nintendo.

## Саундтрек
Nintendo DS Pocket Monsters Black and White Super Music Collection (яп. ニンテンドーDS ポケットモンスター ブラック・ホワイト スーパーミュージックコレクション) — четырёхдисковый саундтрек, состоящий из игровых композиций, записанных Дзюнъити Масудой, Го Итиносэ, Сёта Кагэямой, Хитоми Сато, Морикадзу Аокэ, Минако Адати и Сатоси Нохара. Саундтрек был выпущен 22 октября 2010 года в Японии. Го Итиносэ создавал голоса покемонов для игры, а Минако Адати — все звуковые эффекты.
Кайл Миллер, рецензент сайта RPGFan.com, решил, что саундтрек «не очень сильно изменился по сравнению с предыдущими играми», хотя и написал, что звучание музыки в Black и White намного лучше, чем в более ранних играх. Также он отметил, что в Black и White присутствуют аранжировки старых мелодий.
| \| Диск 1 \| Диск 1 \| Диск 1 \| Диск 1 \| \| # \| Японское название \| Английское название \| Длительность \| \| ------ \| -------------------------- \| ---------------------------------- \| ------------ \| \| 1 \| 王になった日 \| The Day I was Crowned King \| 0:47 \| \| 2 \| A New Adventure! \| A New Adventure! \| 0:14 \| \| 3 \| タイトル \| Title \| 0:18 \| \| 4 \| いざ、冒険へ！ \| Now for the Adventure \| 0:22 \| \| 5 \| はじまりの日 \| The First Day \| 0:19 \| \| 6 \| カノコタウン \| Kanoko Town \| 1:39 \| \| 7 \| 戦闘！チェレン・ベル \| Battle! Cheren & Belle \| 1:38 \| \| 8 \| 連れて行く1 \| Come Along 1 \| 0:20 \| \| 9 \| アララギ博士 \| Professor Araragi \| 1:15 \| \| 10 \| ポケモン研究所 \| Pokémon Laboratory \| 1:39 \| \| 11 \| たいせつな道具をもらった！ \| Got a Key Item! \| 0:04 \| \| 12 \| いっしょに行こう！ \| Let’s Go Together! \| 1:34 \| \| 13 \| １番道路 \| Route 1 \| 1:21 \| \| 14 \| 戦闘！野生ポケモン \| Battle! Wild Pokémon \| 2:02 \| \| 15 \| 野生ポケモンに勝利！ \| Victory Over Wild Pokémon! \| 0:29 \| \| 16 \| レベルアップ！ \| Level up! \| 0:04 \| \| 17 \| カラクサタウン \| Karakusa Town \| 1:16 \| \| 18 \| 連れて行く2 \| Come Along 2 \| 0:51 \| \| 19 \| ポケモンセンター \| Pokémon Center \| 1:12 \| \| 20 \| 回復 \| Recovery \| 0:04 \| \| 21 \| 図鑑評価…これから！ \| Pokédex Evaluation…Onwards! \| 0:05 \| \| 22 \| 暗躍、プラズマ団 \| Team Plasma’s Secret Maneuvers \| 0:46 \| \| 23 \| ２番道路（春～夏） \| Route 2 (Spring — Summer) \| 1:31 \| \| 24 \| ライブキャスター \| Live Caster \| 0:05 \| \| 25 \| 視線！たんぱんこぞう \| Eye Contact! Youngster \| 0:18 \| \| 26 \| 戦闘！トレーナー \| Battle! Trainer \| 3:32 \| \| 27 \| トレーナーに勝利！ \| Victory Over Trainer \| 0:31 \| \| 28 \| 視線！ミニスカート \| Eye Contact! Miniskirt \| 0:34 \| \| 29 \| 道具を手に入れた！ \| Received an Item! \| 0:04 \| \| 30 \| サンヨウシティ \| San’yō City \| 1:10 \| \| 31 \| 図鑑評価…まだまだ \| Pokédex Evaluation…Not Yet \| 0:04 \| \| 32 \| 夢の跡地 \| Abandoned Lot of Dreams \| 2:33 \| \| 33 \| プラズマ団あらわる！ \| Team Plasma Appears \| 1:22 \| \| 34 \| 戦闘！プラズマ団 \| Battle! Team Plasma \| 3:08 \| \| 35 \| プラズマ団に勝利！ \| Victory Over Team Plasma! \| 1:05 \| \| 36 \| 進化 \| Evolution \| 0:37 \| \| 37 \| 進化おめでとう！ \| Congratulations on Evolving! \| 0:06 \| \| 38 \| 視線！ふたごちゃん \| Eye Contact! Twins \| 0:31 \| \| 39 \| チェレンのテーマ \| Cheren’s Theme \| 0:58 \| \| 40 \| トラブル発生！ \| Trouble Occurs \| 0:53 \| \| 41 \| シッポウシティ \| Shippō City \| 3:12 \| \| 42 \| 図鑑評価…がんばって！ \| Pokédex Evaluation…Do Your Best! \| 0:05 \| \| 43 \| ジム \| Gym \| 1:31 \| \| 44 \| 戦闘！ジムリーダー \| Battle! Gym Leader \| 2:52 \| \| 45 \| 勝利は目の前！ \| Victory is Right Before Your Eyes! \| 1:40 \| \| 46 \| ジムリーダーに勝利！ \| Victory Over Gym Leader! \| 1:20 \| \| 47 \| リーグバッジを手に入れた！ \| Got the League Badge! \| 0:06 \| \| 48 \| わざマシンを手に入れた！ \| Received a TM! \| 0:05 \| \| 49 \| ゲート \| Gate \| 1:55 \| \| 50 \| スカイアローブリッジ \| Sky Arrow Bridge \| 1:20 \| \| 51 \| ヒウンシティ \| Hiun City \| 1:49 \| \| 52 \| 視線！ビジネスマン \| Eye Contact! Businessman \| 0:28 \| \| 53 \| ４番道路（春） \| Route 4 (Spring) \| 1:23 \| \| 54 \| 視線！バックパッカー \| Eye Contact! Backpacker \| 0:20 \| \| 55 \| ライモンシティ \| Raimon City \| 1:58 \| \| 56 \| ベルのテーマ \| Belle’s Theme \| 0:57 \| \| 57 \| 揺れる想い \| Unwavering Emotions \| 1:46 \| \| 58 \| 数式に囚われた者 \| The Equated Captives \| 0:43 \| \| 59 \| 戦闘！N \| Battle! N \| 2:16 \| \| 60 \| 戦闘でピンチ！ \| Battle Trouble! \| 0:41 \| \| 61 \| じてんしゃ \| Bicycle \| 1:54 \| \| 62 \| チャンピオン アデク \| Champion Adeku \| 1:07 \| |                            |                                    |              |
| Диск 1 |                            |                                    |              |
| # | Японское название          | Английское название                | Длительность |
| 1 | 王になった日               | The Day I was Crowned King         | 0:47         |
| 2 | A New Adventure!           | A New Adventure!                   | 0:14         |
| 3 | タイトル                   | Title                              | 0:18         |
| 4 | いざ、冒険へ！             | Now for the Adventure              | 0:22         |
| 5 | はじまりの日               | The First Day                      | 0:19         |
| 6 | カノコタウン               | Kanoko Town                        | 1:39         |
| 7 | 戦闘！チェレン・ベル       | Battle! Cheren & Belle             | 1:38         |
| 8 | 連れて行く1                | Come Along 1                       | 0:20         |
| 9 | アララギ博士               | Professor Araragi                  | 1:15         |
| 10 | ポケモン研究所             | Pokémon Laboratory                 | 1:39         |
| 11 | たいせつな道具をもらった！ | Got a Key Item!                    | 0:04         |
| 12 | いっしょに行こう！         | Let’s Go Together!                 | 1:34         |
| 13 | １番道路                   | Route 1                            | 1:21         |
| 14 | 戦闘！野生ポケモン         | Battle! Wild Pokémon               | 2:02         |
| 15 | 野生ポケモンに勝利！       | Victory Over Wild Pokémon!         | 0:29         |
| 16 | レベルアップ！             | Level up!                          | 0:04         |
| 17 | カラクサタウン             | Karakusa Town                      | 1:16         |
| 18 | 連れて行く2                | Come Along 2                       | 0:51         |
| 19 | ポケモンセンター           | Pokémon Center                     | 1:12         |
| 20 | 回復                       | Recovery                           | 0:04         |
| 21 | 図鑑評価…これから！        | Pokédex Evaluation…Onwards!        | 0:05         |
| 22 | 暗躍、プラズマ団           | Team Plasma’s Secret Maneuvers     | 0:46         |
| 23 | ２番道路（春～夏）         | Route 2 (Spring — Summer)          | 1:31         |
| 24 | ライブキャスター           | Live Caster                        | 0:05         |
| 25 | 視線！たんぱんこぞう       | Eye Contact! Youngster             | 0:18         |
| 26 | 戦闘！トレーナー           | Battle! Trainer                    | 3:32         |
| 27 | トレーナーに勝利！         | Victory Over Trainer               | 0:31         |
| 28 | 視線！ミニスカート         | Eye Contact! Miniskirt             | 0:34         |
| 29 | 道具を手に入れた！         | Received an Item!                  | 0:04         |
| 30 | サンヨウシティ             | San’yō City                        | 1:10         |
| 31 | 図鑑評価…まだまだ          | Pokédex Evaluation…Not Yet         | 0:04         |
| 32 | 夢の跡地                   | Abandoned Lot of Dreams            | 2:33         |
| 33 | プラズマ団あらわる！       | Team Plasma Appears                | 1:22         |
| 34 | 戦闘！プラズマ団           | Battle! Team Plasma                | 3:08         |
| 35 | プラズマ団に勝利！         | Victory Over Team Plasma!          | 1:05         |
| 36 | 進化                       | Evolution                          | 0:37         |
| 37 | 進化おめでとう！           | Congratulations on Evolving!       | 0:06         |
| 38 | 視線！ふたごちゃん         | Eye Contact! Twins                 | 0:31         |
| 39 | チェレンのテーマ           | Cheren’s Theme                     | 0:58         |
| 40 | トラブル発生！             | Trouble Occurs                     | 0:53         |
| 41 | シッポウシティ             | Shippō City                        | 3:12         |
| 42 | 図鑑評価…がんばって！      | Pokédex Evaluation…Do Your Best!   | 0:05         |
| 43 | ジム                       | Gym                                | 1:31         |
| 44 | 戦闘！ジムリーダー         | Battle! Gym Leader                 | 2:52         |
| 45 | 勝利は目の前！             | Victory is Right Before Your Eyes! | 1:40         |
| 46 | ジムリーダーに勝利！       | Victory Over Gym Leader!           | 1:20         |
| 47 | リーグバッジを手に入れた！ | Got the League Badge!              | 0:06         |
| 48 | わざマシンを手に入れた！   | Received a TM!                     | 0:05         |
| 49 | ゲート                     | Gate                               | 1:55         |
| 50 | スカイアローブリッジ       | Sky Arrow Bridge                   | 1:20         |
| 51 | ヒウンシティ               | Hiun City                          | 1:49         |
| 52 | 視線！ビジネスマン         | Eye Contact! Businessman           | 0:28         |
| 53 | ４番道路（春）             | Route 4 (Spring)                   | 1:23         |
| 54 | 視線！バックパッカー       | Eye Contact! Backpacker            | 0:20         |
| 55 | ライモンシティ             | Raimon City                        | 1:58         |
| 56 | ベルのテーマ               | Belle’s Theme                      | 0:57         |
| 57 | 揺れる想い                 | Unwavering Emotions                | 1:46         |
| 58 | 数式に囚われた者           | The Equated Captives               | 0:43         |
| 59 | 戦闘！N                    | Battle! N                          | 2:16         |
| 60 | 戦闘でピンチ！             | Battle Trouble!                    | 0:41         |
| 61 | じてんしゃ                 | Bicycle                            | 1:54         |
| 62 | チャンピオン アデク        | Champion Adeku                     | 1:07         |

| \| Диск 2 \| Диск 2 \| Диск 2 \| Диск 2 \| \| # \| Японское название \| Английское название \| Длительность \| \| ------ \| ------------------------------ \| ---------------------------------------- \| ------------ \| \| 1 \| ホドモエの跳ね橋 \| Hodomoe Drawbridge \| 3:56 \| \| 2 \| ホドモエシティ \| Hodomoe City \| 1:30 \| \| 3 \| 冷凍コンテナ \| Freezer Containers \| 1:29 \| \| 4 \| ６番道路（春～夏） \| Route 6 (Spring — Summer) \| 1:21 \| \| 5 \| 視線！パラソルおねいさん \| Eye Contact! Parasol Lady \| 0:30 \| \| 6 \| 視線！けんきゅういん \| Eye Contact! Researcher \| 0:29 \| \| 7 \| 電気石の洞窟 \| Electric Rock Cave \| 1:28 \| \| 8 \| フキヨセシティ \| Fukiyose City \| 2:44 \| \| 9 \| アララギパパ \| Papa Araragi \| 1:04 \| \| 10 \| 図鑑評価…なかなか \| Pokédex Evaluation…You’re On the Way \| 0:04 \| \| 11 \| わざわすれ \| Forget a Move! \| 0:04 \| \| 12 \| 視線！サイキッカー \| Eye Contact! Psychic \| 0:41 \| \| 13 \| セッカシティ \| Sekka City \| 1:45 \| \| 14 \| リュウラセンの塔 \| Dragon Spiral Tower \| 2:07 \| \| 15 \| 視線！プラズマ団 \| Eye Contact! Team Plasma \| 0:53 \| \| 16 \| リュウラセンの塔 \| The Top Floor of the Dragon Spiral Tower \| 0:48 \| \| 17 \| ４番道路（夏） \| Route 4 (Summer) \| 0:50 \| \| 18 \| 古代の城 \| Ancient Castle \| 1:53 \| \| 19 \| ライトストーン・ダークストーン \| The Light Stone and the Dark Stone \| 0:05 \| \| 20 \| シリンダーブリッジ \| Cylinder Bridge \| 1:25 \| \| 21 \| ショッピングモール R９ \| Shopping Mall R9 \| 1:52 \| \| 22 \| 視線！スキンヘッズ \| Eye Contact! Skinhead \| 0:53 \| \| 23 \| ソウリュウシティ（ブラック） \| Sōryū City (Black) \| 4:05 \| \| 24 \| ソウリュウシティ（ホワイト） \| Sōryū City (White) \| 3:29 \| \| 25 \| １０番道路 \| Route 10 \| 2:18 \| \| 26 \| チャンピオンロード \| Champion Road \| 1:49 \| \| 27 \| 視線！エリートトレーナー \| Eye Contact! Elite Trainer \| 0:34 \| \| 28 \| ポケモンリーグ \| Pokémon League \| 1:21 \| \| 29 \| 戦闘！四天王 \| Battle! Elite Four \| 2:50 \| \| 30 \| ポケモンリーグ、包囲 \| Siege on the Pokémon League \| 0:56 \| \| 31 \| 使命を抱いて \| Receive a Mission \| 1:53 \| \| 32 \| Nの城 \| N’s Castle \| 1:46 \| \| 33 \| ポケモンの子、N \| The Child of Pokémon, N \| 0:53 \| \| 34 \| Nのドラゴン \| N’s Dragon \| 0:43 \| \| 35 \| ドラゴン覚醒 \| The Dragon’s Awakening \| 0:46 \| \| 36 \| 戦闘！ゼクロム・レシラム \| Battle! Reshiram & Zekrom \| 4:28 \| \| 37 \| 決戦！N \| Final Battle! N \| 3:20 \| \| 38 \| ゲーチスの野望 \| Geechis’ Ambitions \| 0:40 \| \| 39 \| 戦闘！ゲーチス \| Battle! Geechis \| 4:33 \| \| 40 \| サヨナラ \| Farewell \| 3:10 \| \| 41 \| ENDING～それぞれの未来へ～ \| ENDING ~To Their Respective Futures~ \| 2:23 \| |                                |                                          |              |
| Диск 2 |                                |                                          |              |
| # | Японское название              | Английское название                      | Длительность |
| 1 | ホドモエの跳ね橋               | Hodomoe Drawbridge                       | 3:56         |
| 2 | ホドモエシティ                 | Hodomoe City                             | 1:30         |
| 3 | 冷凍コンテナ                   | Freezer Containers                       | 1:29         |
| 4 | ６番道路（春～夏）             | Route 6 (Spring — Summer)                | 1:21         |
| 5 | 視線！パラソルおねいさん       | Eye Contact! Parasol Lady                | 0:30         |
| 6 | 視線！けんきゅういん           | Eye Contact! Researcher                  | 0:29         |
| 7 | 電気石の洞窟                   | Electric Rock Cave                       | 1:28         |
| 8 | フキヨセシティ                 | Fukiyose City                            | 2:44         |
| 9 | アララギパパ                   | Papa Araragi                             | 1:04         |
| 10 | 図鑑評価…なかなか              | Pokédex Evaluation…You’re On the Way     | 0:04         |
| 11 | わざわすれ                     | Forget a Move!                           | 0:04         |
| 12 | 視線！サイキッカー             | Eye Contact! Psychic                     | 0:41         |
| 13 | セッカシティ                   | Sekka City                               | 1:45         |
| 14 | リュウラセンの塔               | Dragon Spiral Tower                      | 2:07         |
| 15 | 視線！プラズマ団               | Eye Contact! Team Plasma                 | 0:53         |
| 16 | リュウラセンの塔               | The Top Floor of the Dragon Spiral Tower | 0:48         |
| 17 | ４番道路（夏）                 | Route 4 (Summer)                         | 0:50         |
| 18 | 古代の城                       | Ancient Castle                           | 1:53         |
| 19 | ライトストーン・ダークストーン | The Light Stone and the Dark Stone       | 0:05         |
| 20 | シリンダーブリッジ             | Cylinder Bridge                          | 1:25         |
| 21 | ショッピングモール R９         | Shopping Mall R9                         | 1:52         |
| 22 | 視線！スキンヘッズ             | Eye Contact! Skinhead                    | 0:53         |
| 23 | ソウリュウシティ（ブラック）   | Sōryū City (Black)                       | 4:05         |
| 24 | ソウリュウシティ（ホワイト）   | Sōryū City (White)                       | 3:29         |
| 25 | １０番道路                     | Route 10                                 | 2:18         |
| 26 | チャンピオンロード             | Champion Road                            | 1:49         |
| 27 | 視線！エリートトレーナー       | Eye Contact! Elite Trainer               | 0:34         |
| 28 | ポケモンリーグ                 | Pokémon League                           | 1:21         |
| 29 | 戦闘！四天王                   | Battle! Elite Four                       | 2:50         |
| 30 | ポケモンリーグ、包囲           | Siege on the Pokémon League              | 0:56         |
| 31 | 使命を抱いて                   | Receive a Mission                        | 1:53         |
| 32 | Nの城                          | N’s Castle                               | 1:46         |
| 33 | ポケモンの子、N                | The Child of Pokémon, N                  | 0:53         |
| 34 | Nのドラゴン                    | N’s Dragon                               | 0:43         |
| 35 | ドラゴン覚醒                   | The Dragon’s Awakening                   | 0:46         |
| 36 | 戦闘！ゼクロム・レシラム       | Battle! Reshiram & Zekrom                | 4:28         |
| 37 | 決戦！N                        | Final Battle! N                          | 3:20         |
| 38 | ゲーチスの野望                 | Geechis’ Ambitions                       | 0:40         |
| 39 | 戦闘！ゲーチス                 | Battle! Geechis                          | 4:33         |
| 40 | サヨナラ                       | Farewell                                 | 3:10         |
| 41 | ENDING～それぞれの未来へ～     | ENDING ~To Their Respective Futures~     | 2:23         |

| \| Диск 3 \| Диск 3 \| Диск 3 \| Диск 3 \| \| # \| Японское название \| Английское название \| Длительность \| \| ------ \| ------------------------------------ \| ----------------------------------------- \| ------------ \| \| 1 \| ハンサムのテーマ \| Looker’s Theme \| 1:05 \| \| 2 \| ２番道路（秋～冬） \| Route 2 (Autumn — Winter) \| 1:31 \| \| 3 \| ポケモンのタマゴをもらった！ \| You Got a Pokémon Egg! \| 0:04 \| \| 4 \| 遊覧船ロイヤルイッシュ号 \| The Pleasure Cruise Ship, The Royal Isshu \| 1:45 \| \| 5 \| Wi-Fi 接続 \| Wi-Fi Connection \| 1:24 \| \| 6 \| グローバルターミナル \| Global Terminal \| 2:06 \| \| 7 \| GTS \| GTS \| 1:25 \| \| 8 \| ぐるぐる交換 \| Trading Around and Around \| 0:42 \| \| 9 \| 図鑑評価…あと一歩！ \| Pokédex Evaluation…Just a Little More! \| 0:05 \| \| 10 \| ４番道路（秋） \| Route 4 (Autumn) \| 0:50 \| \| 11 \| ギアステーション \| Gear Station \| 2:28 \| \| 12 \| バトルサブウェイ \| Battle Subway \| 0:33 \| \| 13 \| 戦闘！バトルサブウェイトレーナー \| Battle! Battle Subway Trainer \| 3:33 \| \| 14 \| BPをもらった！ \| Received BP! \| 0:06 \| \| 15 \| ミュージカルホール \| Musical Hall \| 1:33 \| \| 16 \| グッズを手に入れた！ \| Received Goods! \| 0:03 \| \| 17 \| グッズでドレスアップ！ \| Dress Up with your Goods \| 0:45 \| \| 18 \| ミュージカル開幕！ \| The Curtain Rises on the Musical \| 0:20 \| \| 19 \| ミュージカル「Stardom！」 \| Musical «Stardom!» \| 1:10 \| \| 20 \| ミュージカル「もりでおさんぽ」 \| Musical «A Walk in the Forest» \| 1:06 \| \| 21 \| ミュージカル「イブニングパーティ」 \| Musical The Evening Party \| 1:04 \| \| 22 \| ミュージカル「じょうねつのライモン」 \| Musical The Heated Raimon \| 1:02 \| \| 23 \| ふたりで観覧車 \| Two People Riding the Ferris Wheel \| 1:27 \| \| 24 \| フィーリングチェック！ \| Checking your Chemistry! \| 0:04 \| \| 25 \| フィーリングは最高！ \| Your Chemistry is the Best! \| 0:05 \| \| 26 \| フィーリングはなかなか \| Your Chemistry is Getting There \| 0:05 \| \| 27 \| フィーリングはいまいち？ \| Your Chemistry Doesn’t Measure Up? \| 0:04 \| \| 28 \| ６番道路（秋～冬） \| Route 6 (Autumn — Winter) \| 1:21 \| \| 29 \| 戦闘！伝説のポケモン \| Battle! Legendary Pokémon \| 3:20 \| \| 30 \| カナワタウン \| Kanawa Town \| 2:22 \| \| 31 \| ワンダーブリッジ \| Wonder Bridge \| 1:46 \| \| 32 \| １２番道路（春～夏） \| Route 12 (Spring — Summer) \| 1:57 \| \| 33 \| 視線！サイクリング \| Eye Contact! Cyclists \| 0:25 \| \| 34 \| ポケシフター：ポケモンを選ぼう！ \| Shift Factory \| 0:57 \| \| 35 \| ポケシフター：ポケモンを選ぼう！ \| PokéShifter：Choose a Pokémon! \| 0:39 \| \| 36 \| ポケシフター：ポケモンを捕まえろ！ \| PokéShifter：Catch a Pokémon! \| 0:58 \| \| 37 \| 視線！だいすきクラブ \| Eye Contact! Daisuki Club \| 0:35 \| \| 38 \| ブラックシティ \| Black city \| 1:11 \| \| 39 \| ホワイトフォレスト \| White Forest \| 1:33 \| \| 40 \| ゲームシンク \| Game Sync \| 1:13 \| \| 41 \| ハイリンク \| Hilink \| 1:53 \| \| 42 \| ハイリンクでミッション開始！ \| The Mission in Hilink Begins! \| 0:07 \| \| 43 \| 誰かのハイリンク \| Someone’s Hilink \| 1:11 \| \| 44 \| ミッション成功！ \| Mission Complete! \| 0:06 \| \| 45 \| ミッション失敗… \| Mission Failed… \| 0:05 \| \| 46 \| 視線！ジェントルマン \| Eye Contact! Gentleman \| 0:31 \| \| 47 \| サザナミタウン（秋～春） \| Sazanami Town (Autumn — Spring) \| 2:24 \| \| 48 \| サザナミタウン（夏） \| Sazanami Town (Summer) \| 1:31 \| \| 49 \| シロナのテーマ \| Cynthia’s Theme \| 1:23 \| \| 50 \| 戦闘！シロナ \| Battle! Cynthia \| 2:46 \| \| 51 \| 迷いの森 \| Lost Forest \| 2:07 \| \| 52 \| 戦闘！強い野生ポケモン \| Battle! Strong Wild Pokémon \| 2:03 \| |                                      |                                           |              |
| Диск 3 |                                      |                                           |              |
| # | Японское название                    | Английское название                       | Длительность |
| 1 | ハンサムのテーマ                     | Looker’s Theme                            | 1:05         |
| 2 | ２番道路（秋～冬）                   | Route 2 (Autumn — Winter)                 | 1:31         |
| 3 | ポケモンのタマゴをもらった！         | You Got a Pokémon Egg!                    | 0:04         |
| 4 | 遊覧船ロイヤルイッシュ号             | The Pleasure Cruise Ship, The Royal Isshu | 1:45         |
| 5 | Wi-Fi 接続                           | Wi-Fi Connection                          | 1:24         |
| 6 | グローバルターミナル                 | Global Terminal                           | 2:06         |
| 7 | GTS                                  | GTS                                       | 1:25         |
| 8 | ぐるぐる交換                         | Trading Around and Around                 | 0:42         |
| 9 | 図鑑評価…あと一歩！                  | Pokédex Evaluation…Just a Little More!    | 0:05         |
| 10 | ４番道路（秋）                       | Route 4 (Autumn)                          | 0:50         |
| 11 | ギアステーション                     | Gear Station                              | 2:28         |
| 12 | バトルサブウェイ                     | Battle Subway                             | 0:33         |
| 13 | 戦闘！バトルサブウェイトレーナー     | Battle! Battle Subway Trainer             | 3:33         |
| 14 | BPをもらった！                       | Received BP!                              | 0:06         |
| 15 | ミュージカルホール                   | Musical Hall                              | 1:33         |
| 16 | グッズを手に入れた！                 | Received Goods!                           | 0:03         |
| 17 | グッズでドレスアップ！               | Dress Up with your Goods                  | 0:45         |
| 18 | ミュージカル開幕！                   | The Curtain Rises on the Musical          | 0:20         |
| 19 | ミュージカル「Stardom！」            | Musical «Stardom!»                        | 1:10         |
| 20 | ミュージカル「もりでおさんぽ」       | Musical «A Walk in the Forest»            | 1:06         |
| 21 | ミュージカル「イブニングパーティ」   | Musical The Evening Party                 | 1:04         |
| 22 | ミュージカル「じょうねつのライモン」 | Musical The Heated Raimon                 | 1:02         |
| 23 | ふたりで観覧車                       | Two People Riding the Ferris Wheel        | 1:27         |
| 24 | フィーリングチェック！               | Checking your Chemistry!                  | 0:04         |
| 25 | フィーリングは最高！                 | Your Chemistry is the Best!               | 0:05         |
| 26 | フィーリングはなかなか               | Your Chemistry is Getting There           | 0:05         |
| 27 | フィーリングはいまいち？             | Your Chemistry Doesn’t Measure Up?        | 0:04         |
| 28 | ６番道路（秋～冬）                   | Route 6 (Autumn — Winter)                 | 1:21         |
| 29 | 戦闘！伝説のポケモン                 | Battle! Legendary Pokémon                 | 3:20         |
| 30 | カナワタウン                         | Kanawa Town                               | 2:22         |
| 31 | ワンダーブリッジ                     | Wonder Bridge                             | 1:46         |
| 32 | １２番道路（春～夏）                 | Route 12 (Spring — Summer)                | 1:57         |
| 33 | 視線！サイクリング                   | Eye Contact! Cyclists                     | 0:25         |
| 34 | ポケシフター：ポケモンを選ぼう！     | Shift Factory                             | 0:57         |
| 35 | ポケシフター：ポケモンを選ぼう！     | PokéShifter：Choose a Pokémon!            | 0:39         |
| 36 | ポケシフター：ポケモンを捕まえろ！   | PokéShifter：Catch a Pokémon!             | 0:58         |
| 37 | 視線！だいすきクラブ                 | Eye Contact! Daisuki Club                 | 0:35         |
| 38 | ブラックシティ                       | Black city                                | 1:11         |
| 39 | ホワイトフォレスト                   | White Forest                              | 1:33         |
| 40 | ゲームシンク                         | Game Sync                                 | 1:13         |
| 41 | ハイリンク                           | Hilink                                    | 1:53         |
| 42 | ハイリンクでミッション開始！         | The Mission in Hilink Begins!             | 0:07         |
| 43 | 誰かのハイリンク                     | Someone’s Hilink                          | 1:11         |
| 44 | ミッション成功！                     | Mission Complete!                         | 0:06         |
| 45 | ミッション失敗…                      | Mission Failed…                           | 0:05         |
| 46 | 視線！ジェントルマン                 | Eye Contact! Gentleman                    | 0:31         |
| 47 | サザナミタウン（秋～春）             | Sazanami Town (Autumn — Spring)           | 2:24         |
| 48 | サザナミタウン（夏）                 | Sazanami Town (Summer)                    | 1:31         |
| 49 | シロナのテーマ                       | Cynthia’s Theme                           | 1:23         |
| 50 | 戦闘！シロナ                         | Battle! Cynthia                           | 2:46         |
| 51 | 迷いの森                             | Lost Forest                               | 2:07         |
| 52 | 戦闘！強い野生ポケモン               | Battle! Strong Wild Pokémon               | 2:03         |

| \| Диск 4 \| Диск 4 \| Диск 4 \| Диск 4 \| \| # \| Японское название \| Английское название \| Длительность \| \| ------ \| -------------------- \| --------------------------------------------- \| ------------ \| \| 1 \| なみのり \| Surf \| 1:23 \| \| 2 \| 海底洞窟 \| Undersea Ruins \| 2:59 \| \| 3 \| 12番道路（秋～冬） \| Route 12 (Autumn — Winter) \| 1:56 \| \| 4 \| カゴメタウン \| Kagome Town \| 1:55 \| \| 5 \| ビレッジブリッジ \| Village Bridge \| 2:53 \| \| 6 \| 不思議なおくりもの \| Mysterious Gift \| 1:20 \| \| 7 \| ４番道路（冬） \| Route 4 (Winter) \| 0:50 \| \| 8 \| バトル大会への挑戦 \| Challenge the Battle Tournament \| 0:59 \| \| 9 \| ロケット団!? \| Team Rocket!? \| 1:25 \| \| 10 \| 戦闘！キュレム \| Battle! Kyurem \| 4:28 \| \| 11 \| 図鑑評価…完璧！ \| Pokédex Evaluation…Perfect! \| 0:09 \| \| 12 \| 戦闘！チャンピオン \| Battle! Champion \| 2:15 \| \| 13 \| チャンピオンに勝利 \| Victory Over Champion! \| 0:49 \| \| 14 \| 殿堂入りおめでとう！ \| Congratulations on Entering the Hall of Fame! \| 0:57 \| \| 15 \| Summer in Kagome \| Summer in Kagome \| 1:44 \| \| 16 \| Lullaby for Trains \| Lullaby for Trains \| 4:33 \| \| 17 \| LAST BATTLE-N^n mix- \| LAST BATTLE-N^n mix- \| 3:17 \| \| 18 \| sayonara-refrain- \| sayonara-refrain- \| 3:15 \| |                      |                                               |              |
| Диск 4 |                      |                                               |              |
| # | Японское название    | Английское название                           | Длительность |
| 1 | なみのり             | Surf                                          | 1:23         |
| 2 | 海底洞窟             | Undersea Ruins                                | 2:59         |
| 3 | 12番道路（秋～冬）   | Route 12 (Autumn — Winter)                    | 1:56         |
| 4 | カゴメタウン         | Kagome Town                                   | 1:55         |
| 5 | ビレッジブリッジ     | Village Bridge                                | 2:53         |
| 6 | 不思議なおくりもの   | Mysterious Gift                               | 1:20         |
| 7 | ４番道路（冬）       | Route 4 (Winter)                              | 0:50         |
| 8 | バトル大会への挑戦   | Challenge the Battle Tournament               | 0:59         |
| 9 | ロケット団!?         | Team Rocket!?                                 | 1:25         |
| 10 | 戦闘！キュレム       | Battle! Kyurem                                | 4:28         |
| 11 | 図鑑評価…完璧！      | Pokédex Evaluation…Perfect!                   | 0:09         |
| 12 | 戦闘！チャンピオン   | Battle! Champion                              | 2:15         |
| 13 | チャンピオンに勝利   | Victory Over Champion!                        | 0:49         |
| 14 | 殿堂入りおめでとう！ | Congratulations on Entering the Hall of Fame! | 0:57         |
| 15 | Summer in Kagome     | Summer in Kagome                              | 1:44         |
| 16 | Lullaby for Trains   | Lullaby for Trains                            | 4:33         |
| 17 | LAST BATTLE-N^n mix- | LAST BATTLE-N^n mix-                          | 3:17         |
| 18 | sayonara-refrain-    | sayonara-refrain-                             | 3:15         |

## Отзывы

### Реакция критиков
| Сводный рейтинг    | Сводный рейтинг                 |
| Агрегатор          | Оценка                          |
| ------------------ | ------------------------------- |
| GameRankings       | 85,88 % (Black) 87,24 % (White) |
| Metacritic         | 87 % (основано на 63 рецензиях) |
| Иноязычные издания |                                 |
| Издание            | Оценка                          |
| Edge               | 8/10                            |
| Eurogamer          | 10/10 (SW) 9/10 (UK)            |
| Famitsu            | 40/40                           |
| Game Informer      | 8,75/10                         |
| GameSpot           | 7,5/10                          |
| GamesRadar+        | 9/10                            |
| IGN                | 9/10                            |
| Nintendo Power     | 9/10                            |
| ONM                | 95 %                            |
| VideoGamer         | 9/10                            |

Pokémon Black и White получили в основном положительные отзывы критиков, имея общий рейтинг 87,24 % на GameRankings и 87 % на Metacritic (что в целом указывает на благоприятные отзывы). В японском журнале Famitsu Weekly она получила максимально возможную оценку — 40 из 40 баллов, став пятнадцатой по счёту игрой, удостоившейся такой оценки, и самой высоко оценённой игрой в серии вообще. Анетт Гонсалес из журнала Game Informer отметила, что «в Pokémon Black и White удачные идеи получили дальнейшее развитие, что подняло их на новый уровень». Джеймин Смит, обозреватель сайта VideoGamer.com, раскритиковал игры за то, что в них не было столько инновационных нововведений, как хотелось бы, но отметил, что «всё прочее оставляет в уверенности, что Black и White — чертовски хорошие игры; лучшее, что может предложить сериал». «Замечательное обновление великого сериала […] лучшая игра из всех Pokémon», — так охарактеризовал игру Official Nintendo Magazine. Американский журнал Nintendo Power высказал мнение, что «последняя пара игр сериала Pokémon захватывающая как всегда». Английский журнал Edge сказал, что «теперь Pokémon Black и White не предлагают ответы, но, в первую очередь, напоминают, почему это для нас важно».
Джереми Пэриш с принадлежащей сайту 1UP.com радиопередачи Retronauts раскритиковал Black и White. Он сказал, что проект вызывает усталость, основанную на ощущении прохождения всех игр мира разом. Рецензент заявил, что Black и White абсолютно шаблонны. Однако Кэт Бэйли, другой участник передачи, похвалила игры, отметив, что у них есть несколько приятных составляющих. Она сказала, что показатель усиления и показатель индивидуальности — новые скрытые игровые механики — не обязательно проявят себя правильно, однако будут полезны для новых игроков. Бэйли сравнила Black и White с играми Pokémon Mystery Dungeon и Final Fantasy XIII, которые, по её мнению, имеют один общий элемент: сначала кажутся игроку скучными и только потом начинают выглядеть благообразно. Джастин Хейвальд, ещё один участник подкаста, отрицательно воспринял сам факт выхода игры на DS, для которой до этого уже появлялись игры основной серии.
Крупный западный игровой портал IGN дал игре девять баллов из десяти — самый высокий рейтинг, который игры серии Pokémon для Nintendo DS когда-либо получали от этого сайта. Его обозреватель, Джек ДеВрайс, хвалил игры за то, что они возобновили интерес к серии у широкой аудитории, но критиковал дизайн некоторых новых покемонов, пояснив, что «не считая более слабого набора монстров (что в основном касается их внешности), это по всем параметрам лучшая игра в сериале Pokémon, возобновившая мой угасавший интерес к сражениям монстров».
Редактор GamesRadar Кэролайн Гадмандсон писала, что проект «…возможно, не меняет форму игр сериала Pokémon, но добавляет достаточно нового содержания в дополнение к классической, глубокой боевой механике, чтобы позволить играть бесконечно. Если бы вам предложили играть всю оставшуюся жизнь только в одну игру, Pokémon Black/White стала бы верным выбором».

### Коммерческий успех
В августе 2010 года, за месяц до выхода игры в Японии, на Pokémon Black и White было оформлено более 1,08 миллиона предварительных заказов, что стало новым рекордом преодоления планки тиража в миллион экземпляров. За первые два дня продаж было реализовано 2,6 миллиона копий, что стало самым успешним стартом игр серии в Японии в истории. К 3 ноября продажи в Японии достигли 4,3 миллиона копий. На 9 января 2011 года Black и White поставила новый рекорд по скорости преодоления пятимиллионного рубежа.
С момента старта продаж в Великобритании White и Black занимали во всех чартах первое и второе места соответственно, и White стала самой быстрораскупаемой игрой для DS в Великобритании после Professor Layton and Pandora’s Box, набрав на 13 000 копий больше, чем Black. В совокупности их тираж оказался третьим по объёму среди игр для консолей Nintendo в Великобритании после Wii Fit и Mario Kart Wii, а их выход стал самым массовым среди выходов игр серии Pokémon, приходившихся на выходные.
В США в первый день было продано более 1,08 миллиона копий Black и White, что превзошло предыдущий рекорд Diamond и Pearl в 780 000 копий. По информации, предоставленной NPD Group, за март 2011 года Nintendo продала 1,3 миллиона копий White и 1,1 миллиона копий Black, что сделало их играми № 1 и № 2 по количеству продаж в течение месяца. В апреле 2011 года в финансовом отчёте по доходам Nintendo подтвердила, что суммарные продажи игры достигли 11,5 миллионов копий по всему миру, что сделало Pokémon Black и White самой продаваемой игрой для DS в 2010—11 финансовом году и третьей по результатам финансового года среди всех игр Nintendo, уступив только Wii Sports и Wii Sports Resort.